# Спрингдејл (Вашингтон)
Спрингдејл (енгл. Springdale) град је у америчкој савезној држави Вашингтон. По попису становништва из 2010. у њему је живело 285 становника.

## Демографија
Према попису становништва из 2010. у граду је живело 285 становника, што је 2 (0,7%) становника више него 2000. године.
| Група             | 2000.       | 2010.       |
| Белци             | 260 (91,9%) | 243 (85,3%) |
| Афроамериканци    | 2 (0,7%)    | 4 (1,4%)    |
| Азијати           | 0 (0,0%)    | 0 (0,0%)    |
| Хиспаноамериканци | 9 (3,2%)    | 17 (6,0%)   |
| Укупно            | 283         | 285         |